# 나이트런
김성민의 《나이트런》은 판타지 SF장르로서, 네이버 웹툰에 연재되고 있는 웹툰이다. 작화는 황보혜림, 박성규가 담당한 바 있다.

## 작품 개요
작품의 시대적 배경은 우주력 430년으로부터 시작한다. 430년전, 인간은 성간 이동이 가능해져을 이동하는 시대에 접어든다.(우주력의 시작) 이후 여러 세력으로 갈라져 전쟁을 치르게 되고(대전쟁) 이때 괴수의 존재를 발견한다. 초기의 괴수들은 미생물 수준에 머물러있었지만, 전쟁당시 인류의 문명과 기술을 괴수가 유전자 조작 및 독자적인 진화시키면서 급속도로 세를 불리기 시작한다. 뒤늦게 인간들이 알아챘을때는 이미 인류는 기술력을 잃고 어느정도 쇠퇴중이었고, 괴수가 인류를 적대시하자 인간과 괴수의 전쟁이 발발한다. 그러나 이러한 위기의 시대에 기사라는 존재들이 등장하고, 이들은 특별한 검과 능력을 이용하여 괴수들과 맞서싸워가며 인간을 위기에서 구원해나간다.

## 작중 세력

### 옛 세력
대전쟁 이전의 세력들이다. 대전쟁으로 무너졌으며, 지구연방만이 게이트가 파괴되어 모든것이 단절되어있다. 휴먼 얼라이언스, 루인, 신인류혁명동맹, 이노베이션 엠파이어, 지구연방이 있다.
사실상 이 세력들의 기술들은 대전쟁 이후에 대부분이 유실되어 현재로서는 사용하기 힘들다.
작품중 , '현대전은 대전쟁 시대의 유물들을 지키기 위한 싸움이나 다름없다.'라고 언급되었을 정도로 나이트런 작품 내에서 옛 세력들의 기술들은 작품중 현시대의 인류에게 있어 매우 중요하다.

### 연합
괴수와의 전쟁을 위해, 대전쟁 이후 통합되지 않은 성계와 행성정부가 자율 참가한 동맹이다. 휴먼 얼라이언스를 주축으로 살아남아 현 연합을 이루고 있다.
- 연합의회

- AE: 한 행성에 귀속되지 않으며, 각 행성국가들의 막대한 세금들로 이루어진 대 괴수 전투 군대.

- 아린 방위군: 연합 소속으로 아린을 지키는 방위군이다. 작중에선 AUA, 또는 ARIN SA로 표기된다. AE와는 별개의 조직이지만 동일한 규격을 사용하며 군복도 동일하다.

### 기업
- 지어스 인더스트리: 연합의회, AE, 기사단의 자본을 이용해 만들어진 공기업형 초대형 군수회사.

- 루인 사: 과거 대전쟁시기의 4대 세력중 하나였던 루인에서 이어져온 세력이며 대전쟁 중 휴먼 얼라이언스와 연합했다.

- 비오람 인더스트리: 아린성에 근처한 외곽성계인 파즈성에 본사를 두고 있는 군수회사.

- TT 코퍼레이션: PPP(아이기스)의 유령회사.

### 종교
- 고식교회

- 십자회

### 연구기관
- 아이기스: 전 P.P.P. 괴수연구기관으로, AE의 전술안을 재수립하는등 작품 내 역사에 여러가지로 공헌하였다.

- 다피트 연구소: 기사단과 루인 사의 지원으로 만들어진 토발의 연구소.

- D.O: 동부기사단과 루인사의 협력으로 설립된 대괴수 생체 대응 연구기관.

- 초상능력 연구소: 북부 기사단에서 운영하는 연구소. 뛰어난 초상능력자들을 다수 배출해냈다.

- PPP: 설립자 앤 마이어.

앤 마이어의 지시로 대전쟁 시대에 기술을 목표로한다.
NHD전투체계
(상위괴수와의 싸움마저도 해내며 무인의 상황속에서 적의 재밍인 자밀기관 속에서도 스스로의 사고로 싸우는 인격형 자율 전투체계.앤 마이어가 원하는 인명손실제로의 클린워의 첫걸음)
와 A시리즈
(대 상위괴수용 인형시리즈. A 프로젝트 - 극한까지 소형화한 노심탑재형, 2형 이상의 실드 전개가능.극한까지 연마된 보디.다량의 소자를 컨트롤할 수 있는 처리능력.
모처에서 공급받은 디펜시브 소자를 고압축으로 축적.인간형에선 실현하지 못했던 최강의 공격력과 방어력을 가진 인형)
를 개발하고 있다.
최신작은 A-10, A-10 c
[클린워]
앤 마이어가 원하는 인명손실제로의 전쟁. 이를 위해 PPP를 설립. 프로젝트 A-DOLL프로젝트를 실행중.
전투는 물론 자원행성탐색, 자원채취, 설비생산, 군사작전수립까지 외부지원없이 해낼수 있는 완전자립의 "자율형 무인전투시스템".
인간과 인간사회조차 배제하고 인간적 감정과 도덕을 가진 인격형 시스템으로 인간이상의 이성을 가지고 인간적 가치판단까지 해내며 여론과 사회적 파장까지 판단하는
인간적 판단마저도 인간을 배제하고 스스로 해내는 무인전투프로젝트 - 기계들의 사회

### 육성기관
- 이안스쿨 : PPP산하의 공학 스쿨. 토발 성계에서도 탑 클래스 안에 드는 명문이다. 토발의 그라운드 제로 발굴 및 PPP연구원의 육성기관으로 활동하고 있다.

### 기사단
연합과 세력 그 어디에도 속하지 않은 민간 대 괴수 전투집단. 마더나이트에 의해 만들어진 연합의료지원단체 'PF'를 기원으로 한다. AB소드로 대 괴수전에서 높은지위를 가지고 있으며, 이를 통한 많은 활약으로 각 행성과 조직에 상당한 영향력을 가지게 된다. 각 방위에 따라 중앙, 동부, 서부, 남부, 북부로 나뉜다.

#### 기사
AB소자로 만든 AB소드를 다루는 사람을 기사라 한다. 괴수와의 전쟁으로 피폐해진 인간들에게 희망의 상징으로 여겨지고 있다.
Defensive coat
한Anti-Barrier Sword. 괴수, 특히 상위괴수의 고위 배리어를 상쇄시키기 위해 개발된 것으로, 고강도의 검 위에 모든 배리어를 무력화시키는 AB 소자(Anti-Barrier Device)를 덧씌운 특수한 검이다.
작중에는 AB 소자의 개발자인 마더나이트가 행방불명되어, AB소드의 추가 생산은 불가능하게 된 것으로 나온다.
- 12번검-튜스데이(주인-질 맥켈런)
- 5번검-V(주인-역대 탑소드들(프레이 등)

#### 가문
- 자일 가(家) : 이노베이션 엠파이어가 만들어낸 호문쿨루스중 하나로부터 갈려져 나온 가문이다.

- 레온하르트 가(家) : 대전쟁시대에 살아남은 다비드 레온하르트가 시초가 된 무가(武家).

## 등장인물
- 앤 마이어 : PPP기관 설립자

프레이의 연금해제를 위해 430년 북부-보이드행성에 파견됨
- 프레이: 앤 마이어의 모체이자 엘리스 형의 여왕 괴수로 생전에는 나이트런 내 최강의 무력 소유자

- 레오(마스터 나이트) - 앤의 제자 누나 레니와 함께 소수 일족의 생존자

- 노튼제독(아린성 방위군제독-임시로 북부합동사령관을 맡았었다.)

- 마일로 - 중앙기사단 전 마스터기사, 현 예비역 교관

- 리아 자일 : 자일가 당주  드라이 레온하르트에게 살해 당하며 북부기사단의 공주
- 드라이 레온하르트(형) : 앤빠(앤 빠돌이) 다니엘에 형 동시에 인류규합을 이룩하려하며 프레이가 죽은 지금 세계관 최강 기사

여자친구 - 자일가(마더나이트를 모시는가문) 차녀
- 다니엘 레온하르트(동생) : 기사단장 내정자

고검류(주광기-홍염난무)
북부출신 - 쌍둥이
- 론(남자) 룬(여자)

가로우 - 북부 늑대무리 우두머리격 앤과 결혼한 사이로 마리라는 딸을 두고있다 오행 기관등 하이스팩으로 레오에게 아랑류를 전수하고 사망
마리-앤 가로우 사이에 딸로 나온 내용으로는 신체장갑 발현등 (사망)유망주로 어린 현제도 하이스팩에 육체로 맨손으로 성인남자를 밀어낼정도
디오라시스(황제)-앤과 결혼한사이로 아이는 없으며 행성단위에 결계를 별다른 대가없이 만들어낸다 직접 전투능력도 뛰어난걸로 보이나 정확한 육탄전은 공개되지않음
릭-에쉬라는 열살도 넘은 딸이있건만 정작 아빠자신은 사고로 인한 타임슬립으로 인해 어린애 (...). 영식 레빗을 직접적 도움없이 잡은 엄연한 제로 브레이커

### 연합

#### AE
- 타이니 중장 : AE의 반 기사단 강경파. 전직 기사로, 그 사실을 이용해 기사단을 배신하고 AE에 소속,출세하였다. 기사 당시에 쓰던 검인 97번 검의 반환을 거부하고있다.

### 아린

#### AUA
- 잭 노튼 소장 : 아린방위군 제독이도 하며, 연합군 북부 임시 사령관이기도 하다. 60여년전 당시 E-33때 제17함대를 지휘해 큰 공을 세워 이름을 알린 지휘관이었다.

그 후 노튼 프로젝트를 실행하여 현재의 노튼급 함과 타이탄급 함의 생산라인 형성을 이루어냈다. 그의 부관으로 가웨인이 있다.
- 가웨인 : 현재 잭 노튼 소장의 부관이다. 노튼소장을 20년째 보좌하고 있는 중이다. 그는 잭 노튼 소장과 자주 다투기도 하며 서로 부자 같은 관계의 부관이다.

### 괴수
'Alien Monsters', 'Beasts' 등 다양하게 표기되나, 정식 명칭은 'Antagonist' 로 여겨진다. 작중 시간으로 300여 년 전에 갑작스레 인류를 습격한 무리들로, 그 형태나 능력에 따라 번(番), 형(形), 식(式) 등으로 분류된다.
여왕이라 불리는 개체에 의해 행성 침식이 시작되며, 일종의 요새인 둥지를 생성하고, 플랜트라는 생체 공장을 만들어 괴수를 양산, 본격적인 행성 침략을 실시한다.
특이한 점이 있다면 첫째, 괴수는 결코 사람이 거주하지 않는 행성에는 침식을 시도하지 않는다는 것, 둘째는 진화 과정에서 유전자가 자연스럽게 걸러지는 것이 아닌, 유전자 자체가 기술이자 데이터로써 인위적으로 보존된다는 것이다.
거듭되는 전투를 통해 괴수는 더 진화하고 있으며, 인류는 점점 벼랑 끝으로 물러나고 있다.
<괴수의 등급 : 그 형태나 능력에 따라 번(番), 형(形), 식(式)으로 나뉜다.>
- 양산형

[번(番) - 1000번대부터 600번대등 다양한 번으로 나뉜다.]
ex) 중형 테디베어, 크로스웜, 워킹쉬림프, 가디언 등이 있다.
가디언- 요새형 거대괴수 (성층권에 자리를 잡고 행성과 우주를 단절시키는 우주요새, 모든 통신 레이다 기기에 완벽한 ECM을 펼치는 자밀기관과 가시광선을 왜곡해 조작, 차단시키는 차밀드기관을 대규모로 장비)
- 상위괴수

[형(形) - 여왕이 둥지의 대리자궁을 이용하여 만들어내는 중간 지휘관형 유닛
작중에서 15형,77형,2형,7형,5형 등 다양한 번호의 형이 나왔다.]가동시기가 오래되고 꽤 많은 사람들을 죽인 괴수들은 이름이 부여된다.
ex) 보이드 행성의 [5형 - 스테그 비틀], [2형 - 팽 블레이드(가동시기 15년)]
- 식

[식(式) - 零式(EX-Type Zero). 다른 괴수들과 달리 여왕이 직접 낳는 최상위 유닛. 다른 괴수들에게의 지휘권을 가진다.
"노심"이라는 동력원을 이용해 경이로운 방어력과 기동성, 공격력을 갖추었다. 총 지휘기로서 여왕 외의 모든 개체에 대한 명령권을 쥐고 있다.
영식을 생산할 만한 유전 정보와 자원을 축적한 여왕은 드물며, 적절한 개체가 나오기 위해서는 적절한 유전 정보 외에도 극도로 정제된 원료와 높은 수준의 생산 보조기관이 필요하다.
또한 연구에 따르면 특수한 조건(인자(因子)라 명명되었다)이 요구되므로, 영구의 출현 또한 극히 드물다
그야말로 강함으로 정의될 수 있다.
ex) 보이드 행성의 다일계열 퀸 D-38이 만들어낸 블루링
초기존재를 확인못해 병력 5000명, 우주군 정예함대 8함대, 지상군7,16사단, 투입된 기사단 21명중 다섯사망,나머지 중경상
레오에게 사망.
ex2) 벨치스 전투의 행성5개,자원소행성 15개 침식.
레벨 7단계의 세력을 불린 엘리스계열 쌍둥이 퀸들인 E-99, E-101 이 만들어낸
SS랭크 쌍둥이영식
크로스아이 알파(레드), 크로스아이 베타(블루) 3자리수의 기사를 참살함.
- 여왕

행성 침식의 씨앗이다. 지상에 착륙한 이후에는 공급관을 행성의 맨틀까지 연결하여 에너지를 빨아들이기 때문에, 이를 막지 못하면 이후에 여왕을 제거한다 하더라도 행성이 회생불가능 상태까지 훼손될 수 있다.
여왕이 제거되면 둥지와 플랜트의 기능이 정지하므로, 여왕 괴수가 제거되었다는 것은 곧 전투에서 승기를 잡았다는 의미라 할 수 있다.
여왕은 그 외형이나 침식 전략 등에 따라서 여러 계열로 분류되며, 이에 맞추어 번호가 부여된다. (예시: E-33)
널리 알려진 계열에는 다일 계열(머릿글자 D), 엘리스 계열(머릿글자 E / '앨리스'라는 표기도 존재한다), 시리우스 계열(약칭 S) 등이 있다.
ex)벨치스 전투의 S랭크 엘리스계열 2기의 쌍둥이 여왕 E-99, E-101
중앙 연합군 3분의1 박살, 행성 5개,자원소행성 15개가 먹혔던 최악의 참사중 하나.
당시 중앙 기사단의 반수가 괴멸되고 레벨 7영역까지 세력을 확장했었다.
유례없는 쌍둥이영식 SS랭크 크로스아이 알파&베타를 생산했으며 반수가 싱글넘버(9형이상)인 상위괴수를 1000단위로 이끌었다.

### 행성
- 보이드(침식중기)

430년 2월 4일 D-38 다운
행성은 폐기직전단계
- 아린

본성방위군은 원군으로보낸 상황에서 대규모 태양풍이 발생
그와중에 괴수가 뜸해진 틈을타 중앙기사단이 방비 시스템(전략예측 AI 'LOS')을 업그레이드 중.
워프마커도 제거하고 외부방위는 연합군이 인계한 상태에서 내부의 적인 프레이가 여왕이 되어 아린을 침식한다.
- 아린성계 제 7콜로니

아린의 바깥에 위치한 자원행성 쿠란성의 근방에지어진 게이트 근처에 지어져있다.
게이트의 관리를 맡고있는 사람들의 생활 및 게이트를 이용하는사람들의 중계지점 역할을 하고있는 임시거주지이다.
게이트 관리 콜로니이기에 아린성 행정부가 아닌 연합의 AE의 관리를 받고있다.
- 타이라

아린성계 자원소행성
- 발티아

## 관련 기사
- 무비위크 기사 보관됨 2018-11-29 - 웨이백 머신
- 이티뉴스 기사